# Corpo di Sicurezza dell'AFIS
Il Corpo di Sicurezza dell'AFIS (Amministrazione Fiduciaria Italiana della Somalia), fu la denominazione assegnata alla missione militare italiana, inviata in Somalia per il mantenimento della sicurezza del mandato e dell'addestramento delle future forze armate della Somalia.

## Storia
L’accordo per l’amministrazione fiduciaria (art. 6), approvato in ambito ONU, prevedeva il mantenimento in Somalia di un contingente di volontari delle forze armate e reparti di polizia italiani per la difesa del Paese e il mantenimento dell’ordine pubblico interno.
Il 1º agosto 1949 lo Stato Maggiore dell’Esercito, che già dall’aprile 1948 aveva avviato gli studi e le predisposizioni
necessarie, diramava le circolari costitutive del contingente di truppe da inviare in Somalia.
Il 15 agosto, presso il Comando militare territoriale di Napoli, veniva costituito il Comando forze armate della Somalia.
Al settembre 1949, la gran parte del personale che costituì il Corpo di Sicurezza fu fornito dall’Esercito.
Il 1º gennaio 1956, con i decreti 16, 17 e 18 dell’amministratore fiduciario della Somalia, fu sciolto il Corpo di sicurezza
con il relativo comando e fu creato, al suo posto, “l’Esercito Somalia” che avrebbe amministrato i rimanenti reparti del Corpo di sicurezza fino al loro assorbimento definitivo nelle “Forze di polizia della Somalia”, che avvenne entro il 1º giugno 1956.

## Organizzazione
- 4 battaglioni motoblindati di fanteria
- 1 Battaglione motocorazzato della Somalia formata da 1 plotone di carri leggeri e 1 plotone di autoblindo
- 3 battaglioni motoblindati carabinieri
- 1 batteria di artiglieria da 100/17
- 1 compagnia genio (collegamenti e servizi)
- nucleo ufficiali per l’addestramento e inquadramento di reparti somali.